# Phiên tòa xét xử Musharraf
Phiên tòa kết án phản quốc của Musharraf là một phiên tòa trong đó cựu tổng thống Pakistan và nhà cai trị quân sự Pervez Musharraf bị xét xử vì tội phản quốc xuất phát từ hành động của ông vào ngày 3 tháng 11 năm 2007  khi ông lật đổ và đình chỉ Hiến pháp Pakistan, sa thải mười lăm thẩm phán tòa án Tối cao và năm mươi sáu thẩm phán của Tòa án tỉnh đồng thời đem Chánh án Pakistan đi quản thúc tại gia. Đây là lần đầu tiên trong lịch sử Pakistan, một cựu tướng lĩnh, nhà cai trị phải đối mặt với một phiên tòa vì tội phản quốc.
Vào ngày 17 tháng 12 năm 2019, một tòa án đặc biệt, bao gồm Chánh án Tòa án tối cao Peshawar, Waqar Ahmed Seth; Nazar Akbar của Tòa án tối cao Sindh và Shahid Karim của Tòa án tối cao ở thành phố Lahore, đã cáo buộc Musharraf phạm tội phản quốc và kết án tử hình. Tuy nhiên, vào ngày 13 tháng 1 năm 2020, Tòa án tối cao ở Lahore đã hủy bỏ án tử hình đối với ông.

## Bối cảnh
Vào ngày 31 tháng 7 năm 2009, 14 quan tòa thẩm phán Tòa án Tối cao Pakistan tuyên bố hành động khẩn cấp của tướng Pervez Musharraf trong vụ việc vào tháng 11 năm 2007 là bất hợp pháp và vi hiến.
Vào ngày 5 tháng 4 năm 2013, Tòa án Tối cao đã chấp nhận một bản kiến nghị chống lại Musharraf, cáo buộc ông ta phạm tội phản quốc theo Điều 6 của Hiến pháp. Ngày 8 tháng 4 năm 2013, quan tòa gồm ba thành viên do Chánh án Iftikhar Mohammad Chaudhry đứng đầu đã được thành lập để đưa vụ án ra xét xử. Tuy nhiên, vào ngày 7 tháng 4 năm 2013, Chánh án Iftikhar Chaudhry đã tự thoái lui. Đến ngày 8 tháng 4 năm 2013, hai thành viên Hội đồng Tư pháp do Jawwad S. Khawaja dẫn đầu đã triệu tập Musharraf và đưa tên của ông vào Danh sách Cấm rời khỏi quốc gia.
Vào ngày 24 tháng 6 năm 2013, tại Quốc hội Pakistan, Thủ tướng Nawaz Sharif tuyên bố chính phủ của ông dự định sẽ đệ trình một văn bản yêu cầu trước Tòa án Tối cao để đưa Musharraf ra tòa vì tội phản quốc theo Điều 6 của Hiến pháp. Vào ngày 18 tháng 11 năm 2013, Tòa án Tối cao chấp nhận yêu cầu của chính phủ Sharif thành lập Tòa án đặc biệt để xét xử Musharraf theo Mục 2 của Đạo luật về tội phản quốc năm 1973. Ngày 19 tháng 11 năm 2013, Sharif đã phê chuẩn Faisal Arab của Tòa án tối cao Sindh; Tahira Safdar của Tòa án tối cao Balochistan và Muhammad Yawar Ali của Tòa án tối cao Lahore cho phiên tòa đặc biệt được thành lập theo Mục 4 của Đạo luật sửa đổi luật hình sự (Tòa án đặc biệt) năm 1976.

## Tiến trình vụ án
Vào ngày 12 tháng 12 năm 2013, chính phủ Sharif đã đệ đơn khiếu nại dài 11 trang với năm cáo buộc về tội phản quốc đối với Musharraf trong phiên tòa xét xử tại Tòa án đặc biệt. Vào ngày 13 tháng 12 năm 2013, Tòa án đặc biệt liền triệu tập cuộc họp đầu tiên tại Tòa án Liên bang và buộc Musharraf phải có mặt trước ngày 24 tháng 12 năm 2013.
Vào ngày 2 tháng 1 năm 2014, Musharraf đã được đưa đến Viện Tim mạch của Lực lượng Vũ trang ở Rawalpindi khi đang trên đường tới tòa án đặc biệt. Vào ngày 7 tháng 1 năm 2014, Viện Tim mạch của Lực lượng Vũ trang đã đệ trình một báo cáo y tế lên tòa án đặc biệt nói rằng Musharraf đang mắc bệnh động mạch vành.
Vào ngày 18 tháng 2 năm 2014, sau hai mươi lần trì hoãn, Musharraf cuối cùng cũng xuất hiện tại tòa án, nhưng không có cáo buộc nào được đóng khung nhằm chống lại ông. Đến ngày 21 tháng 2 năm 2014, tòa án đặc biệt chính thức bác bỏ yêu cầu của Musharraf yêu cầu phiên tòa phản quốc của ông được tổ chức tại một tòa án quân sự.
Vào ngày 31 tháng 3 năm 2014, Musharraf đã bị truy tố vì tội phản quốc.
Vào tháng 3 năm 2016, Musharraf thông qua luật sư của mình đã chuyển đơn trước Tòa án Tối cao xin phép cho ra nước ngoài để điều trị y tế. Vào ngày 16 tháng 3 năm 2016, Tòa án Tối cao cho phép tên của Musharraf được loại khỏi danh sách cấm ra nước ngoài. Sau đó, vào ngày 18 tháng 3 năm 2016, Musharraf rời Pakistan đến Dubai, Các tiểu vương quốc Ả Rập thống nhất.
Ngày 11 tháng 5 năm 2016, tòa án đặc biệt tuyên bố Musharraf bỏ trốn trong vụ án phản quốc vì ông không xuất hiện trước tòa ngay cả sau nhiều lần triệu tập. Vào ngày 19 tháng 11 năm 2019, tòa án đặc biệt bảo lưu phán quyết của mình. Đến ngày 5 tháng 12 năm 2019, tòa án đặc biệt tuyên bố họ sẽ ra phán quyết chính thức chống lại Musharraf vào ngày 17 tháng 12 năm 2019.

## Phán quyết cuối cùng
Vào ngày 17 tháng 12 năm 2019, tòa án đặc biệt tuyên Musharraf phạm tội phản quốc và kết án tử hình theo Điều 6 của Hiến pháp. Vào ngày 19 tháng 12 năm 2019, tòa án đặc biệt đã đưa ra bản nhận xét chi tiết dài 169 trang do Chánh án Tòa án tối cao Peshawar, ông Waqar Ahmed Seth ủy quyền với một ghi chú không đồng tình từ Thẩm phán Nazar Akbar. Musharraf sau đó đã đệ đơn kiện lên tòa án tối cao thách thức bản án của tòa án tối cao. Vào ngày 13 tháng 1 năm 2020, Tòa án Tối cao ở Lahore đã hủy bỏ án tử hình và coi việc lập ra tòa án đặc biệt là vi hiến. Tòa án cũng tuyên bố rằng vụ án không được đóng khung theo luật. Phán quyết nhất trí được đưa ra bởi một quan tòa gồm ba thành viên bao gồm các Thẩm phán Syed Mazahar Ali Akbar Naqvi, Thẩm phán Mohammad Ameer Bhatti và Thẩm phán Chaudhry Masood Jahangir. Các luật sư cũng khẳng định phán quyết mà tòa án đặc biệt đưa ra là vô căn cứ, không có giá trị pháp lý. Đảng của Musharraf phản ứng với phán quyết trên bằng cách nêu rõ "quyền tối cao của luật pháp và Hiến pháp đã được thiết lập".